# Огнено сърце (филм)
„Огнено сърце“ (на английски: Fireheart) е канадско-френска компютърна анимация от 2022 г. Продуциран от „Л'ателие анимасион“, това е вторият филм на студиото след „Балерина“. Филмът е режисиран от Тиодор Тай и Лоран Зетун. Озвучаващия състав на оригинала включва Оливия Кук, Уилям Шатнър, Лори Холдън и Кенет Брана.

## Сюжет
16-годишната Джорджа Нолан мечтае да бъде първата в света жена пожарникар.
Когато мистериозен подпалвач започва да пали пожари из Бродуей, пожарникарите в Ню Йорк започват да изчезват. Бащата на Джорджа, Шон, бивш пожарникар е назначен да проведе разследването.
В стремежа си да помогне на баща си и да спаси града си, Джорджа се маскира като млад мъж на име „Джо“ и се присъединява към малка група пожарникари, които се опитват да спрат подпалвача.

## Актьорски състав
- Оливия Кук – Джорджа Нолан
- Мая Мисалевич – малката Джорджа
- Уилям Шатнър – Джими Мъри
- Лори Холдън – Полийн
- Кенет Брана – Шон Нолан, баща на Джорджия
- Райън Гарсия – Рикардо
- Уилекс Лай – Джим
- Мара Жуно – Лора Дивайн
- Скот Хъмфри – Капитан Нийл
- Шошана Сперлинг – вокалните ефекти на кучето Ембър
- Марк Едуардс – Продавач на краставици

## Пускане
През февруари 2022 г. „Хулу“ получава правата за разпространение на филма.
Премиерата на филма е на 2 февруари 2022 г. във Франция.

## В България
В България филмът е пуснат по кината от „Лента“ на 3 юни 2022 г.